# Parafia św. Katarzyny Aleksandryjskiej w Osieczku
Parafia Świętej Katarzyny Aleksandryjskiej w Osieczku – parafia rzymskokatolicka, znajdująca się w diecezji toruńskiej, w dekanacie Wąbrzeźno.